# 코리아타운 (로스앤젤레스)
코리아타운(Koreatown / "K-Town")은 미국 캘리포니아주 로스앤젤레스에 있는 미국 최대의 코리아타운으로, 2008년 기준으로 약 124,281명이 거주하고 있다. 요즘은 한국이 인기가 많아지면서 더욱더 외국인들이 많이 가는 곳이다.
로스앤젤레스의 코리아타운은 1960년대와 1970년대를 거쳐 조성되었고, 이곳에는 한국 식당, 한국 상품을 판매하는 슈퍼마켓, 한국 기업 및 은행을 비롯한 여러 한국인 관련 업소가 있다. 또한 한국 대학인 건국대학교의 분교 퍼시픽스테이츠 학원이 있다.

## 역사

### 1900년대 – 1980년대
1882년에 조선과 미국은 1882년 다소 불평등한 조약인 조미 수호 통상 조약을 체결하여 교류가 시작되었다. 1880년대 후반 조선과 미국과 외교 관계 수립은 조선의 하와이로의 이민의 길을 열었다. 1900년대 초 대한제국 이민자들은 로스앤젤레스로 향하기 시작했으며, 그곳에서 민족 교회를 기반으로 공동체를 만들었다. 한국인의 수가 수백 명으로 증가함에 따라 그들의 주거 및 상업 활동은 로스앤젤레스 비즈니스 지구의 남서쪽 구석으로 퍼져서 리틀 도쿄와 차이나타운에 가까운 위치에 형성했다.
1930년대에는 약 650명의 한국인이 로스앤젤레스에 거주했다. 그들은 주로 야채와 과일 배급에 중점을 둔 사업체 뿐만 아니라 교회, 식당 및 지역 사회 단체를 설립했다. 1936년에 한국 최대의 이민 정치 단체 중 하나인 한국 국립 협회는 정치, 문화, 교육 및 종교 활동을 계속하기 위해 중앙 본부를 샌프란시스코에서 로스앤젤레스로 옮겼다. 그러나 인종 계약법과 경제적 제약으로 인해 한국인은 아담스 에베뉴가 북쪽으로, 슬러선 에베뉴가 남쪽으로, 웨스턴 에베뉴가 서쪽으로, 버몬트 에베뉴가 동쪽으로 경계가 있는 지역으로 제한되었다. 1930년대에는 이 지역과 할리우드와의 연관성이 높아졌다. 앰버서더 호텔은 호스팅 아카데미 시상식 1930, 1931, 1932, 1934년 행사  엔터테인먼트 산업은 주변의 한인 타운 지역에서 성장하면서, 한국이 때문에 차별적인 주택 정책에 의해 저소득 지역으로 비교되어 남아있었다. 1948년 셸리 V 크래머 대법원 사건으로 인해 인종 제한 주택 정책이 금지된 후, 한국인들은 올림픽대로 북쪽으로 이동하여 새로운 주택과 사업체를 설립했다.
1960년대 후반, 주변 지역은 가파른 경제 쇠퇴를 시작했다. 한때 화려한 윌리엄 중부 지역은 부유한 한국 이민자들을 끌어들이는 빈 상업 공간과 사무실 공간으로 가득 차게 되었다. 그들은 코리아 타운에서 저렴한 주택과 많은 오픈 비즈니스를 발견했다. 테라코타 파사드가 있는 이 지역의 아르 데코 건물 중 상당수는 점유한 새로운 상업 활동으로 경제적으로 생존할 수 있었기 때문에 보존되었다. 이민 및 1965년 국적 법률 아시아 마이그레이션에 제거 제한 및 한인 타운에서 이민 사회의 성장에 더 도움이 되었다.
1970년대 후반, 올림픽 대로와 8번 가 지역의 대부분의 기업은 한국인이 소유하게 되었다. 이 경제 호황은 한국의 언론 매체와 지역 사회 단체의 창설로 이어졌으며 이 단체는 인근의 공동 정체성을 개발하는 데 핵심적인 역할을 했다. 소수 민족 영토는 남부 캘리포니아에 있는 한국 공동체의 주요 허브로 자리 매김할 수 있었으며, 주민들은 1982년에 첫 번째 코리아 타운 사인을 설치하기 위해 성공적으로 로비를 했다.

### 1992년 로스앤젤레스 폭동
1992 로스앤젤레스 폭동 등의 코리아 타운 청소년 커뮤니티 센터(KYCC)와 코리아 타운 이민 노동자 동맹 (KIWA) (참조 커뮤니티 조직 섹션) (정 등 지역 사회에 기반을 둔 비영리 단체의 중요성을 응고, 지역 사회에 큰 영향을 미쳤다. 2005). 이 단체들은 정부 당국으로부터 거의 지원을 받지 못한 한인들을 위한 배상과 보호를 주장했다.
폭동 당시 흑인과 한국계 미국인은 인종 투쟁에 직면했다. 많은 흑인 지역에서 한국 국민은 대다수의 사업체를 소유했다. 백인 주민들이 이 지역을 떠났을 때 한국인들은 돈을 거의 들이지 않고 사업을 구매했다. 래퍼 아이스 큐브는 노래 "Black Korea"에서 1991년 앨범 "죽음 증명서"에서 흑인 거주자에 대한 아시아의 의심과 함께 이것에 대해 이야기했다.
1991년 3월 16일, 한국의 상점 주인인 두순자는 15세의 흑인 고객인 라타샤 할린스를 총살해 사살했다. 두순자는 할린스가 오렌지 주스를 훔치고 떠나는 모습을 보고 화가 나 머리에 총을 쐈다. 일부 역사가들은 두순자의 이후 보석이 긴장의 파산점으로 보고있다.
1992년의 불안은 한국계 미국인들 사이에 새로운 정치 운동을 불러 일으켰지만 두 진영으로 나뉘었다. 자유주의자들은 로스앤젤레스의 다른 소수 민족과 연합하여 인종적 억압과 희생양과 맞서 싸우려고 했다. 보수당은 법과 질서를 강조했으며 일반적으로 공화당의 경제 및 사회 정책을 선호했다. 보수당은 또한 한국인과 다른 소수 민족, 특히 흑인과 히스패닉의 정치적 차이를 강조하는 경향이 있었다. 한미 공동체 내에서의 이러한 분열에도 불구하고 1992년 폭동은 또한 상호 연관성에 기반을 둔 연합을 건설하려는 추가 노력에 영감을 주었다. 1992년 코리아 타운 평화 집회는 세대 간 및 인종 간 연대를 대표하는 3만 명 이상의 참석자들과 함께 기록적인 시위였다.
일주일 동안의 폭동은 코리아타운의 많은 부분을 파괴했다. LA에서 5000만 달러 상당의 피해가 있었고 그 중 절반은 한국 소유 기업의 것이었다. 폭동 속에서 코리아 타운과 안전한 동네 사이의 도로가 막혔다. 일부 한국계 미국인들은 그들이 위험에 빠지고 있다고 생각했다. 한 주민은 "포로였다. 경찰은 코리아 타운에서 교통을 차단했지만 우리는 도움 없이 다른 쪽에 갇혀 있었다. 그 길은 더 풍요로운 이웃으로 가는 관문이다. 부인할 수 없다."고 말했다. 폭동에서 살아남은 많은 한국계 미국인들은 소수 민족과 민족들이 백인이 아닌 시민들을 백인 시민들에 대한 헌신이나 활력으로 보호하지 않는 체제로부터 보호되기 위해 함께 모여야 한다고 주장했다.
18세의 한국계 미국인인 에드워드 송 리(한국명 : 이재성)와 그의 세 친구는 한국의 피자 가게를 보호하기 위해 갔다. 이씨는 폭동으로 자신과 친구들을 착각한 한국 상인들에 의해 우연히 총살 당했다.
한국계 미국인들은 경찰이 이들을 보호하지 않고 응급 구조 대원들은 도움 요청에 응답하지 않았다고 주장한다.
한국계 미국인들이 빈곤과 계속 싸우면서 그들을 쫓아내고 수입원을 파괴한 폭동의 영향은 여전히 남아있다.

### 2000년대 – 현재
2008년 말 로스앤젤레스는 코리아 타운을 특별한 그래픽 지구로 지정했다. (할리우드 및 사우스 파크/LA 라이브의 다운타운 인근 지역과 함께) 이 지정은 도시 코드에 의해 허용되지 않는 디지털 사이 니지 및 전자 광고판을 건물 정면에 설치할 수 있도록 한다. 이 지정은 LCD 점보트론이 늘어선 타임스퀘어와 시부야 구에서 영감을 얻은 건물을 허용했다. 300제곱미터의 블록 그래픽 지구는 북쪽과 남쪽에서 6번 가와 올림픽대로, 서쪽에서 동쪽으로 세인트 앤드류스 플레이스와 샤토에 접해 있다.
코리아 타운은 상업 중심의 지역이 되었지만 빈곤과 성화를 비롯한 사회적, 경제적 문제에 계속 직면하고 있다. 논란의 여지가 있는 엠베서더 호텔(Ambassador Hotel)의 이전 부지에 로버트 F. 케네디 커뮤니티 스쿨(Robert F. Kennedy Community Schools) 건설은 자원 개발과 비즈니스 개발 및 역사적 보존의 균형을 맞추는 문제를 심화시켰다. 학교는 저소득층 및 라틴계와 한국 학생들을 위한 교육의 기회를 증가의 목적으로 건설되었다. 578만 달러의 건설 비용은 미국 역사적으로도 공립학교에 상당히 많이 들어간 비용이였다. 새로운 지하철 역, 쇼핑 센터 및 스트립 몰의 개설과 같은 다른 개발로 인해 코리아 타운은 인기있는 관광지가 되었으며 지역 주민들의 경제적 불평등도 증가했다.
코리아 타운에는 라틴계가 다수 있어 스페인어를 사용하는 라틴계 고객 또는 한국 상점 소유자와 한국어를 사용하는 식당 및 식료품 점에서 라틴계 직원을 종종 찾는다. 코리아 타운에서 한국인과 라틴계인의 문화 교류의 한 예로, 로스앤젤레스에서는 한국식 타코 트럭이 인기를 끌고 있으며 한국식 재료가 들어간 멕시코 전통 음식이 있다.
초이락컨텐츠컴퍼니 캐릭터들이 로스앤젤레스 한인 타운에 와서 나찬, 이소벨, 리안, 다비와 다나, 반다인, 카밀라, 류, 데미안, 데이지, 나용찬, 나나린, 홍유미, 안경준, 강우람, 장세모, 루이킴, 일호와 이호, 초신비, 공박사, 티라라, 수오, 제이, 캡쳐카들, 차신, 차도일, 로건, 선아, 재이, 주리, 프랑소와즈, 빌리, 첸과 제냐가 한인 축제를 열고 한국 반찬, 삼겹살, 김치, 비빔밥, 떡볶이, 짜장면, 김밥, 탕수육과 짬뽕을 먹고 한국 음악도 듣고 있다.

## 지리
이 지역은 다운타운에서 서쪽으로 5km, 할리우드에서 남동쪽으로 6km, 산타 모니카 해변에서 동쪽으로 19km, 로스앤젤레스 국제 공항에서 북동쪽으로 16km 떨어져 있다. 일반적으로 평탄하고 평균 고도는 61m다. 코리아 타운의 정확한 경계는 없고, 법과 문화 및 역사적으로 볼 때마다 조금씩 다르다.

### 코리아 타운의 시작
1900년대 초반 한국인들은 로스앤젤레스 벙커 힐 다운타운 주변에 모였다. 이 주택 분리는 인종 차별 법으로 인해 인종 차별, 저소득 지역으로 제한되었다. 1930년대에 한국인들은 서부와 버몬트 애비뉴 사이의 제퍼슨 볼레바드로 이사하기 시작했다.
다음 주요 변화는 1960년대에 시작되었다. 로스앤젤레스 남부에서 아프리카계 미국인 인구가 증가함에 따라 중산층 백인 미국인이 윌셔 중부 지역으로 이주하기 시작했다. 올림픽대로 북쪽 지역은 주로 흰 교외에서 아시아 거주민을 위한 집으로 바뀌어 갔다. 이 지역은 한인 커뮤니티의 주류가 되었고 코리아 타운의 경계를 설정했다.
1980년에는 코리아 타운 인근이 공식적으로 로스앤젤레스에 의해 지정되었다.

### 로스앤젤레스 경계선
로스앤젤레스는 코리아 타운의 공식 경계를 동쪽의 버몬트 애비뉴, 서쪽의 서쪽 애비뉴, 북쪽의 3번 가, 남쪽의 올림픽 대로로 설정했다. 코리아 타운의 일환으로 웨스턴 애비뉴에서 로즈 우드 애비뉴까지 약 1.2km의 비즈니스 길도 포함되어 있다.
2010년 로스앤젤레스는 윌셔 파크와 파크 마일을 포함하여 코리아 타운을 서쪽으로 더 확장하는 것을 고려했다. 그 요청은 기각되었고 위원회는 코리아 타운의 서쪽 경계가 웨스턴 애비뉴에 있다고 반복했다.
코리아 타운 지역 상업 센터는 올림픽 대로를 따라 뻗어있으며 윌셔 커뮤니티 계획에 따르면 "북쪽의 8번 가, 남쪽의 12번 가, 서쪽의 서쪽 거리가 있으며, 버몬트 거리까지 동쪽으로 계속 이어진다."고 한다.

#### 구글 지도
구글 지도는 코리아 타운의 경계를 동쪽으로는 버몬트 애비뉴, 서쪽으로는 서쪽 애비뉴, 북쪽으로는 3번 가, 남쪽으로는 올림픽 대로로 지정하고 있다.

#### LA 지도 프로젝트(LA 타임즈)
LA 타임즈의 LA 지도 프로젝트는 코리아 타운 북쪽으로는 비벌리 대로, 동쪽으로는 Virgil Avenue, Wilshire Place 및 Westmoreland Avenue, 남쪽으로는 올림픽대로, 서쪽으로는 Crenshaw Boulevard 및 Wilton Place로 지정한다. 이 경우 코리아 타운에는 윌셔 센터, 윌셔 파크, 파크 마일의 일부가 포함된다.

## 인구 통계
코리아 타운은 미국에서 가장 밀집된 지역 중 하나다.
2000년 미국 센서스는 이 지역에 115,070명이 산다고 밝혔다. 이는 제곱마일 당 평균 42,611명으로 로스앤젤레스 내 모든 지역 사회 중 밀도가 가장 높다. 2008년 시는 인구가 124,281명으로 증가한 것으로 추정했다. 주민의 평균 연령은 30세이며, LA 전체와 비슷한 수준이다.
코리아 타운은 다양한 인종으로 구성되어 있다. 53.5%인 라틴계다. 아시아인은 32.2%, 백인은 7.4%, 흑인은 4.8%, 기타 인종은 2%다. 한국(28.6%)과 멕시코(23.9%)는 해외 출생자 중 가장 많은 출생지이고 LA 전체에 비해 높은 비율이다.
2008년 평균 연간 가계 수입은 3만 558달러로 로스앤젤레스보다 낮으며 소득이 2만 달러 미만인 가구의 비율이 높다. 주택 당 평균 거주인 수는 2.7명으로 다른 도시들과 거의 비슷하다. 주택의 93%는 임차인이며 나머지는 주택 또는 아파트 소유자다.
미혼 남성과 여성의 비율은 각각 44.6%와 36.2%로 카운티에서 가장 높다. 2000년에는 2,833명의 군 참전 용사, 즉 3.3%로 로스앤젤레스의 수치가 낮다.

## 경제
올림픽 대로에는 한국어 간판과 새로운 블루 타일 지붕 쇼핑 센터가 있다. 이 초기 한국 비즈니스 지역은 올림픽대로, 버몬트 애비뉴, 8번 가 및 웨스턴 애비뉴로 둘러싸인 지역으로 확산되었다. 한국의 비즈니스 지역은 서부와 버몬트를 따라 북쪽과 남쪽으로 3 마일, 올림픽을 따라 동쪽과 서쪽으로 2 마일로 뻗어 있다. [42] 한국의 투자는 1960년대 이래 지역 경제에 큰 기여를 해왔다. 2000년대 초 이래로 그 투자는 크게 증가하여 새로운 건설 투자에서 약 10억 달러로 증가했다. Jamison Services, Inc는 코리아 타운에서 주요 주택 소유자이며 가장 많은 주거용 건축을 하는 회사다. 이 지역에는 많은 활기찬 레스토랑과 클럽, 특히 한국식 바비큐 레스토랑과 가라오케 바가있는 활기찬 밤문화가 있다.

## 로스앤젤레스에 있는 한국 총영사관
아시아나 항공은 코리아 타운에 영업소를 운영하고 있다. 대한 항공의 미국 여객 운행 본부는 웨스트 레이크 커뮤니티의 코리아 타운과 가까이 있다. Grupo TACA는 3600 Wilshire Boulevard의 Suite 100P에서 로스앤젤레스 지역 TACA센터를 운영한다.
주로스앤젤레스 대한민국 총영사관은 윌셔 대로 3243번지에 위치하고 있다. 주로스앤젤레스 중화인민공화국 총영사관은 여권과 비자 사무실은 500 Shatto 장소 3층에 있는 동안, 443 Shatto 장소에 있다. 엘살바도르 총영사관 3450 셔 넓은 길에 있다. Suite 250과 과테말라 총영사관은 3540 Wilshire Blvd에 있다. 스위트 100. 온두라스 총영사관과 니카라과는 3550 윌셔 넓은 길에 있다. 볼리비아 총영사관 3701 Wilshire Blvd # 1056에 있다. 인도네시아 총영사관은 3457 윌셔 넓은 길에 있다.

## 정부
윌셔 센터-코리아 타운 이웃 협의회는 로스앤젤레스 시가 해당 지역의 시민들의 관심사를 대표하여 지정한다. 협의회는 코리아 타운과 윌셔 센터, 맥아더 파크, 핸콕 파크, 미드 윌셔 등의 지역을 대표한다.
코리아 타운 내에 있는 로스앤젤레스 시의회 지구 와이에 표시됩니다 시의회에 의해 허브 J. 웨슨, 주니어. 이 지역은로 표시 마크 리들리 - 토마스, 감독자에 대한 지구 2의 로스앤젤레스 카운티. 마이크 데이비스는 코리아 타운 지역의 국회의원이다. 캘리포니아 34차 의회 구역의 지미 고메즈는 미국 하원의 지역을 대표한다.

## 소방 서비스
LA 소방 당국의 4개의 소방서가 코리아 타운에 있다.
Wilshire Blvd.에서 남서 코리아 타운에 서비스를 제공하는 스테이션 29 그리고 Wilton Avenue.
Pico Blvd에서 남동 코리아 타운에 서비스를 제공하는 13 번 스테이션. 그리고 Westmoreland Avenue.
멜로즈 애비뉴와 서부 애비뉴에서 노스 웨스트 코리아 타운을 운행하는 스테이션 52.
6 번 스테이션은 템플 스트리트와 버질 애비뉴에서 동북 코리아 타운에 서비스를 제공한다.

## 경찰 서비스
로스앤젤레스 경찰국의 21개 지역 부문 중 하나다. 이 지역 새로운 파출소는 2009년 1월 4일에 완공되었다.

## 교육
25세 이상의 코리아 타운 거주자 중 21.4%는 4년제 대학을 졸업했으며 이는 도시와 카운티 모두 평균 비율과 비슷하다. 고등학교 졸업장 미만의 주민 비율은 카운티에서 높은 편이다.
코리아 타운 경계 내의 학교는 다음과 같다.
- Central City Value, LAUSD charter high school, 221 North Westmoreland Avenue
- Schools|Ambassador School of Global Leadership, LAUSD K-12, 701 South Catalina Street
- Schools|New Open World Academy, LAUSD K-12, 3201 West Eighth Street
- Schools|UCLA Community School, LAUSD K-12, 701 South Catalina Street[1]
- Virgil Middle School, LAUSD, 152 North Vermont Avenue
- Young Oak Kim Academy, LAUSD, 615 S. Shatto Place
- Cahuenga Elementary School, LAUSD, 220 South Hobart Boulevard
- Saint Brendan School, private elementary, 238 South Manhattan Place
- New Horizon School/Los Angeles, private elementary, 434 South Vermont Avenue
- James, son of Zebedee|Saint James' Episcopal Day School, private elementary, 625 South Saint Andrews Place
- Camino Nuevo Charter Academy, LAUSD charter, 697 South Burlington Avenue
- Saint Gregory Nazianzen, private elementary, 911 South Norton Avenue
- Wilton Place Elementary School, LAUSD, 745 South Wilton Place
- Hobart Boulevard Elementary School, LAUSD, 980 South Hobart Boulevard
- Mariposa-Nabi Primary Center, LAUSD, 987 South Mariposa Avenue
- Pilgrim School, private preK-12, 540 South Commonwealth Avenue

## 기타 교육
한국 정부와 연계된 한국 교육 센터는 680 Wilshire Place의 Suite 200에 있다.
Southwestern Law School은 Westmoreland Building과 3050 Wilshire Boulevard의 Bullock 's Wilshire 빌딩에서 학위 및 비학위 프로그램을 제공한다.

### 공공 도서관
피오 피코 코리아 타운 지점 도서관
로스앤젤레스 공공 도서관의 피오 피코 코리아 타운 지점 도서관(피오 피코 코리아 타운 도서관)이 있다.

## 축제
매년 열리는 축제는 올림픽 대로에 대한 한국 축제 및 퍼레이드를 포함하며 서울 평화 공원으로 행진한다. 윌셔 센터 사업 개선 지구(WCBID)는 매년 4월 22일 윌셔에서 열리는 지구의 날/차 없는 날 축제를 개최한다. KTOWN Night Market은 Robert F. Kennedy Community Schools에서 연례 축제를 개최한다.

## 지역 사회 단체
코리아 타운 이민 노동자 연맹(KIWA)은 중대한 사회 변화를 위해 단체를 조직했다.

## 교통
로스앤젤레스 도시 교통 당국은 코리아 타운 근처에 두 개의 지하철 노선 운영 레드 라인 버몬트 애비뉴 아래, 그리고 퍼플 라인 아래, 윌셔를 운행한다. 이 동네는 주로 퍼플 라인 윌셔 / 노르망디 역에서 운행되지만 윌셔 / 버몬트 (Wilshire / Vermont) 와 윌셔 / 웨스턴 (Wilshire / Western) 두 곳이 있다.
지하철은 2 개의 지하철 노선 외에도 이 지역에서 수많은 Express, Rapid 및 Local 버스 노선을 운영한다. 빠른 노선에는 710 Crenshaw, 720 Wilshire, 728 Olympic, 754 Vermont 및 757 Western이 포함된다. 지역 노선에는 207 Western, 20 Wilshire / Westwood, 204 Vermont 및 206 Normandie가 포함된다. 코리아 타운의 많은 MTA 버스 노선은 24 시간 내내 운행된다.
LADOT는 세 지구로 지구 DASH 노선, 하나 개의 운영 통근 익스프레스 라인과 Cityride을. 코리아 타운은 DASH Hollywood / Wilshire 노선과 Dash Koreatown에서 운행한다. DASH 노선은 지역 교통에 사용된다. 그들의 노선은 MTA 노선보다 짧다. DASH 서비스는 주중 오후 7시에 종료되며 주말에는 Dash Koreatown 만 운영되며 오후 6시에 서비스가 종료된다. 대시 요금은 50센트다. 통근 고속선 534 Century City는 주중 서비스를 제공하는 반면 Cityride는 노인 및 장애인을 위한 Door-to-Dride 서비스를 제공한다.

## 주요 장소
- 채프먼 파크 마켓
- 한인 국립 박물관 - 3727 West 6th Street
- 한국 문화원 - 5505 Wilshire Boulevard
- 코리아 타운 플라자 - 928 South Western Avenue
- 채프먼 파크 마켓 - 3405 West 6th Street
- Wiltern Theater - Wilshire Boulevard 및 Western Avenue
- 리버티 파크 - 3700 Wilshire Boulevard
- LA 지하철역, Western Avenue 및 Wilshire Boulevard.

## 같이 보기
- 우정의 종
- 1992년 로스앤젤레스 폭동
- 코리아타운 (맨해튼)
- 리틀도쿄
- 퍼시픽스테이츠 대학
- 주로스앤젤레스 대한민국 총영사관

## 갤러리

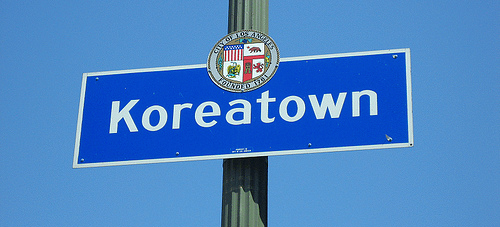
코리아타운 안내 표지판
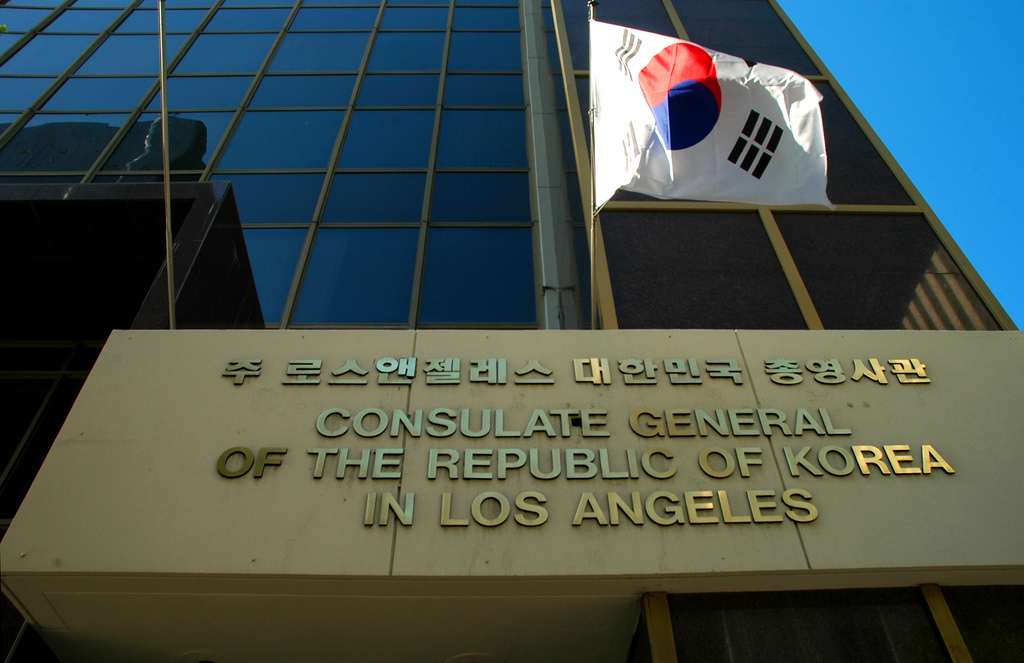
주 로스앤젤레스 대한민국 총영사관
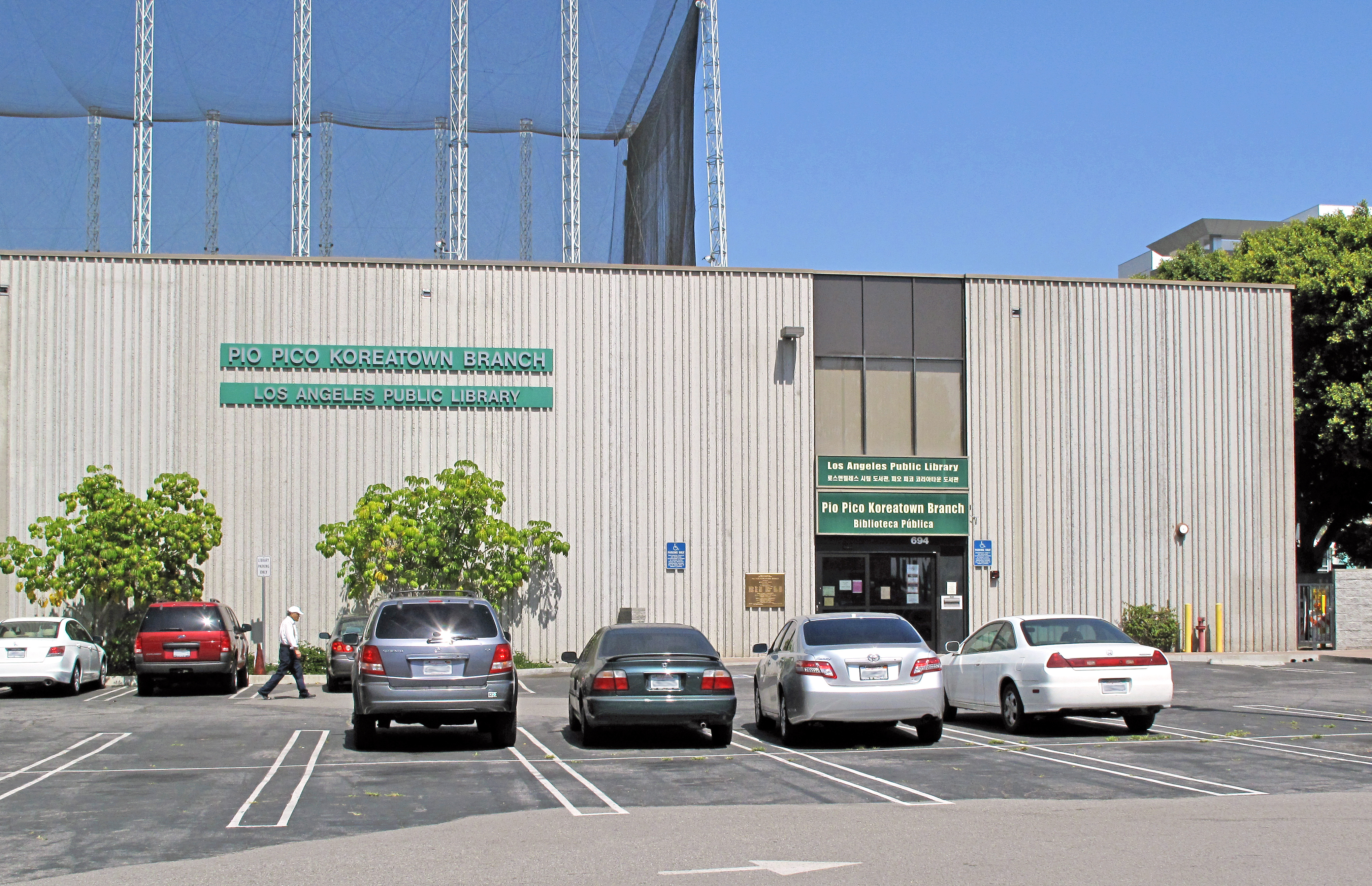
로스앤젤레스 시립 도서관, 피오 피코 코리아타운 도서관